# بوسفوروس گس
بوسفوروس گس (انگلیسی: Bosphorus Gaz) شرکت توزیع گاز ترک است، که در سال ۲۰۰۳ تأسیس شد.